# Janízaro
Os janízaros ou janíçaros (do turco Yeniçeri, ou "Nova Força") constituíram a elite do exército dos sultões otomanos. A força, criada pelo sultão Murade I, cerca de 1365, era constituída de crianças cristãs capturadas em batalha, levadas como escravas e convertidas ao Islã.
Seu código de conduta era rigoroso e obrigava:
- Obediência absoluta aos oficiais
- Abstinência de álcool
- Proibição do uso de barba
- Proibição de casamento
- Não exercer nenhuma profissão em paralelo
- Moradia em quartéis

Deviam ainda aceitar certas condições:
- Antiguidade como critério de promoção
- Treinamento ou exercícios a qualquer momento
- Castigo corporal por parte de oficiais
- Pena capital como instrumento de misericórdia

Os jovens eram educados na lei islâmica e na língua turca, ao mesmo tempo que aprendiam a manejar armas e instruídos em artes militares. Os jovens cresciam tendo o próprio sultão como uma figura paterna, por quem estariam dispostos a defender até a morte mesmo contra seu próprio povo de origem. A justificativa para a adoção de um corpo de soldados convertidos em vez de turcos nativos era que os turcos deviam lealdade ao seu povo e às suas famílias, e poderiam tornar-se rebeldes em caso de uma ação do sultão contra outros turcos. Já os jovens cristãos só deviam lealdade ao sultão, e lutariam contra qualquer inimigo por ele.
Apesar de o Império Otomano ter adotado oficialmente o islamismo sunita, os janízaros eram adeptos de uma ordem dervixe chamada bektashi, em alusão ao seu criador, Hajji Bektash. Reunia elementos muçulmanos e cristãos, permitia o consumo de bebidas alcoólicas e a participação de mulheres sem véus. Quando em serviço, no entanto, eram rigorosamente disciplinados e proibidos de casar. Os janízaros ainda tinham o hábito de levar consigo símbolos ou citações cristãs para a batalha, com consentimento de seus superiores.

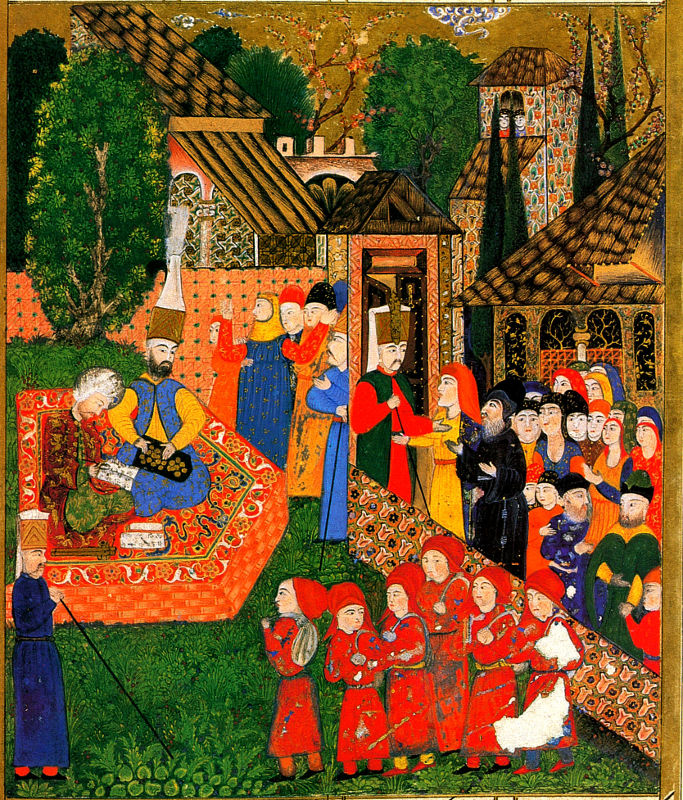
A entrega obrigatória de filhos de cristãos aos turcos para servirem como guardas do sultão era chamada de "imposto de sangue".

Assim, tornou-se uma prática comum nas campanhas empreendidas pelos otomanos na Europa capturar meninos nas cidades conquistadas e levá-los para os centros de treinamento turcos. Quando não estavam em guerra, os sultões exigiam de seus estados vassalos cristãos nos Bálcãs uma remessa de jovens para compor o corpo de janízaros.
Embora tenha sido criação de Murad I, somente cinquenta anos depois, esse costume tornou-se uma tributação regular, o devsirme: a cada cinco anos, os camponeses cristãos deviam informar o número de filhos. Então um em cada cinco meninos, em geral em torno de seis ou sete anos, era levado pelos oficiais do sultão e obrigado a tornar-se muçulmano. Em teoria era um imposto cobrado a todas as regiões cristãs do Império Otomano, mas recaiu mais pesadamente na Bósnia, Albânia e Bulgária.
À medida que cresciam em número, os janízaros eram separados em divisões distintas entre si por um símbolo trivial, como uma flor ou um peixe. Quando em acampamento, cada divisão reunia-se em torno de um caldeirão de cobre onde seu alimento era preparado, e curiosamente adotaram uma forte simbologia com base na comida. Chamavam seus coronéis de "fazedor de sopa chefe", oficiais-intendentes eram "cozinheiros chefes", e assim por diante. Os caldeirões eram levados para as batalhas, e se eles fossem perdidos, toda a unidade era dispensada e impedida de integrar a mesma companhia.
Os janízaros permaneceram por muito tempo como a elite do exército turco, entrando em batalha em momentos decisivos ou apenas como último recurso para garantir a segurança do sultão. Ao longo do século XIX perderam sua força, em parte porque o recrutamento de jovens cristãos tornava-se cada vez mais difícil frente à oposição de potências igualmente fortes militarmente, como Reino Unido e França, e também devido à progressiva retração territorial do Império Otomano na Europa. Desde então, até o final do império, em 1922, os poucos janízaros permaneceram como a simbólica guarda pessoal do sultão.
Certamente que os janízaros eram a elite dos soldados do Império Otomano. Eram inimigos temíveis, e isso, provavelmente, se devia ao fato de terem sido os primeiros a adotar as armas de fogo, antes mesmo da difusão destas. Além disso, os janízaros eram muito bem equipados com armaduras, e também eram bastante hábeis no manejo do arco recurvo e composto (um arco laminado construído de madeira, osso ou chifre, e tendões de animais). Entre eles, o maior costume era raspar a cabeça, deixando um rabo de cavalo e um tufo de cabelo no topo, eles também eram conhecidos pelos seu inconfundíveis bigodes. Usavam cáftans e zarcolas (um chapéu de feltro um tanto alto).
O último devsirme no sudeste da Europa foi cobrado em 1676.